# Вайт Гарт Лейн
«Вайт Гарт Лейн» (англ. White Hart Lane) — колишній футбольний стадіон у Лондоні, Англія. Домашній стадіон команди «Тоттенгем Готспур». Місткість — 36 230. Побудований 1899 року. Повна адреса — Bill Nicholson Way, 748 High Road, Tottenham, N17 0AP

## Історія
Спочатку «Тоттенгем Готспур» грав свої перші матчі на так званих «Тоттенгемських болотах» — загальнодоступних полях. Клуб виступав там 6 років. Часто з різних причин виникали бійки. Коли суперечка закінчувалася, команді переможцеві дозволялося використовувати кращі поля. Натовпи прихильників зростали, тому було потрібно більше місць, щоб розмістити їх.
Клуб вперше з'явився на «Вайт Гарт Лейн» у 1899 році, проте у той час — це був покинутий пустир і належав він сім'ї пивоварів Черрінгтон. Уперше «Вайт Гарт Лейн» був представлений громадськості в 1890 році.

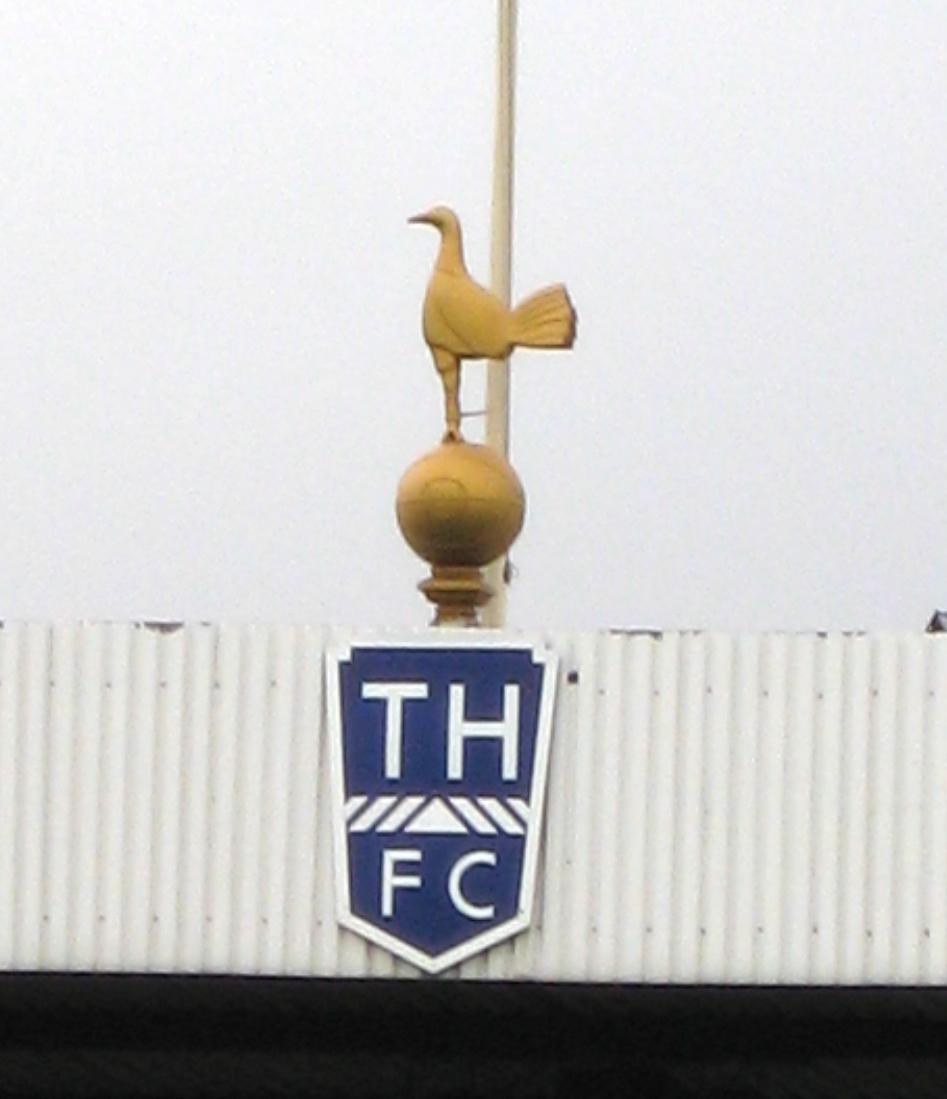
бронзова модель півника, що стоїть на футбольному м'ячі, встановлена на вершині Західної трибуни

Перший матч «Тоттенгема» на новому стадіоні відвідали 11 000 глядачів. І того вечора «шпори» перемогли 1:0 «Квінз Парк Рейнджерс», що виступав тоді в Південній Лізі. У подальших п'яти років стадіон розширили на 500 сидячих і 12 000 стоячих місць, таким чином, «ВГЛ» зміг вмішати вже до 32 000 уболівальників.

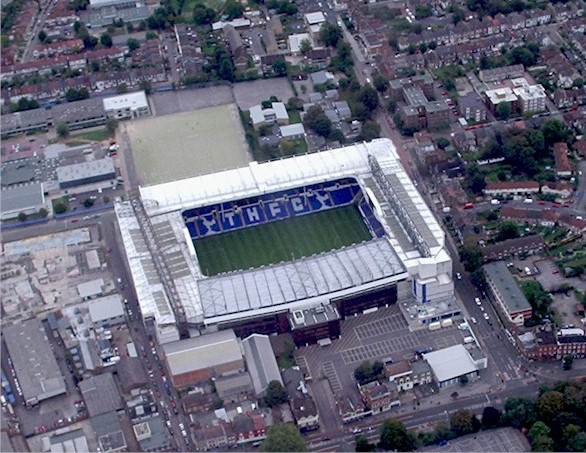
Вайт Гарт Лейн з висоти пташиного польоту

Першу гру після реконструкції побачили 5000 глядачів. У понеділок, 4 вересня, в товариському матчі був розгромлений «Нотт Кантрі» з рахунком 4:1. Дохід власників з матчу склав 115 фунтів.
Вихід «шпор» в перший дивізіон сприяв прогресу і самого стадіону. Перша гра на «ВГЛ» (у вищій лізі) відбулася 11 вересня 1909 року проти «Манчестер Юнайтед». Архітектор Арчибальд Лейтч відмінно попрацював над стадіоном, який до 1909 року міг вміщати вже до 50 000 уболівальників. Тоді ж стадіон і отримав свою нинішню назву — «Вайт Гарт Лейн», хоча його також називали «Гай Роад Граунд» і «Вайт Гарт Граундс». Перемога в Кубку Англії в 1921 році і, інвестиції, дозволили розширити стадіон до 58 000 місць.
Арчибальд Лейтч перебудовував стадіон і в 1934 році, після чого, знов відкритий «Вайт Гарт Лейн», (відкриття було приурочене до матчу з «Астон Віллою» 22 вересня) вміщав вже майже 80 000 глядачів.
У 1953 році були встановлене освітлення. У 1961 і 1972 роках також встановлювалися досконаліші системи освітлення ігрового поля. Стадіон модернізувався (у 1980, 1982, 1989, 1992 і 1995 роках), що змінило не лише його вигляд, але і технічне оснащення.
У березні 1995 року на Південній трибуні був встановлений перший гігантський телевізійний екран Sony Jumbotron. Місткість стадіону зменшилось до 33 000 місць. Остання реконструкція почалася в 1996 році і закінчилася до кінця сезону 1997—1998. У ході неї був встановлений другий гігантський екран, і стадіон розширився до остаточної місткості — 36 211 місць.
14 травня 2017 року «Тоттенгем Готспур» зіграв свій останній матч на «Вайт Гарт Лейн» проти «Манчестер Юнайтед», після чого наступного сезону клуб грав домашні матчі на «Вемблі», оскільки цього ж дня було оголошено про закриття стадіону, 15 травня розпочався його демонтаж.
Поруч із місцем стадіону збудований новий клубний стадіон «Тоттенгем Готспур Стедіум», відкриття якого відбулося навесні 2019 року.

## Місткість
- Західна трибуна (англ. West Stand) — 6890
- Північна трибуна (англ. North Stand) — 10 086
- Східна трибуна (англ. East Stand) — 10 691
- Південна трибуна (англ. South Stand) — 8573